# Décio Sá
Décio Sá (São Luís, 1970 – São Luís, 23 de abril de 2012) foi um jornalista brasileiro.
Com passagens nos jornais Folha de S.Paulo, O Imparcial e O Estado do Maranhão, onde também passou a ter um blog em 2007.

## Assassinato
Foi assassinado à tiros na noite de 23 de abril de 2012 no bar Estrela do Mar, localizado na Avenida Litorânea. Ele deixou esposa que está grávida de dois meses e a filha de 8 anos. Acusados de conspirar e efetuar o assassinato foram presos em junho de 2012.
Décio teria sido morto porque teria publicado em seu blog uma reportagem sobre o assassinato do empresário Fábio Brasil, o Júnior Foca, envolvido em uma trama de pistolagem com os integrantes de uma quadrilha liderada por Glaucio Alencar e seu pai, José de Alencar Miranda Carvalho, suspeitos de praticar agiotagem junto a prefeituras do Maranhão. Glaucio Alencar e José de Alencar Miranda Carvalho foram presos, acusados de mandantes dos assassinato, além do desvio de mais de 100 milhões de reais dos cofres públicos. No total, 12 pessoas foram acusados de participar no crime. Em fevereiro de 2014, o assassino confesso de Décio, Jhonathan Silva foi condenado a 25 anos de prisão, e o piloto da motocicleta que deu fuga ao pistoleiro, Marcos Bruno Silva, foi condenado a 18 anos de prisão.
O caso repercutiu internacionalmente e resultou em investigações sobre agiotagem no Maranhão que deflagraram a Operação Detonando em 2012. A operação apurou esquemas de agiotagem em 42 prefeituras. Estas investigações levaram à prisão, em operações de desdobramento, dos prefeitos de Paulo Ramos, Tancledo Lima Araújo; de Bacuri, Richard Nixon (PMDB); de Marajá do Sena, Edvan Costa (PMN); e dos ex-prefeitos de Zé Doca Raimundo Nonato Sampaio, o Natim, de Dom Pedro; Maria Arlene Barros; e de Turilândia, Domingos Sávio Fonseca da Silva.